# إلمر فينتر
إلمر فينتر (بالإنجليزية: Elmer Winter)‏ هو محامي أمريكي، ولد في 6 مارس 1912، وتوفي في 22 أكتوبر 2009.